# Metimellahalli, Nagamangala
Metimellahalli là một làng thuộc tehsil Nagamangala, huyện Mandya, bang Karnataka, Ấn Độ.